# Daniela Fejerman

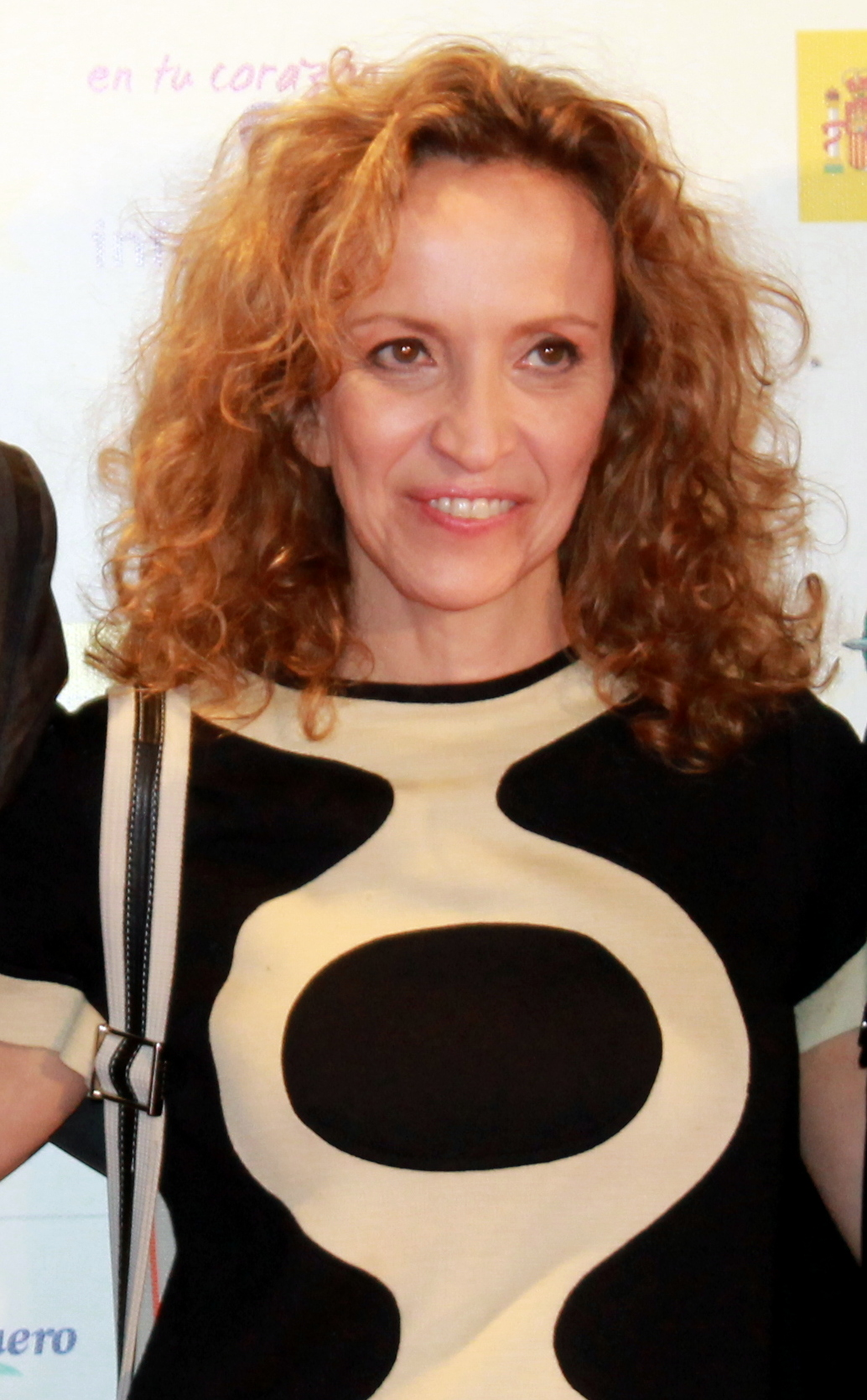
Daniela Fejerman (Seminci 2012).

Daniela Fejerman (1964) é uma cineasta argentina. Foi indicada ao Prêmio Goya de melhor diretor novato com Inés París por A mi madre le gustan las mujeres. 

## Filmografia
- 7 Minutos, directora e guionista, em filmagem, 2008)
- Semen, una historia de amor, directora e guionista em parceria com Inés París, 2005
- A mi madre le gustan las mujeres, directora e guionista em parceria com Inés París,2002)
- Sé quién eres, guionista, 2000
- Vamos a dejarlo, directora e guionista, em parceria com Inés París, 1999
- A mí quien me manda meterme en esto, directora e guionista, em parceria com Inés París, 1997